# Tipula (Pterelachisus) tundrensis stackelbergiana
Tipula (Pterelachisus) tundrensis stackelbergiana is een ondersoort van de tweevleugelige Tipula (Pterelachisus) tundrensis uit de familie langpootmuggen (Tipulidae). De ondersoort komt voor in het Palearctisch gebied.